# Chukwudi Iwuji
Chukwudi Iwuji, nascido em 15 de outubro de 1975, é um ator nigeriano-britânico.

## Infância e educação
Iwuji foi enviado pelos pais para um internato na Inglaterra aos 10 anos de idade, depois que eles se mudaram da Nigéria para a Etiópia para trabalhar para as Nações Unidas. Foi para os Estados Unidos e frequentou a Universidade de Yale, obtendo o diploma de graduação em economia. Logo após, retornou para o Reino Unido.

## Carreira

### Teatro
Iwuji trabalhou principalmente no palco para a Royal Shakespeare Company (substituindo David Oyelowo como protagonista da trilogia Henry VI em 2006 no renascimento do projeto This England: The Histories), o Royal National Theatre (Welcome to Thebes, 2010), o Old Vic (em 2011 Richard III) e o Comedy Theatre (Harold Pinter Theatre) (em uma produção de 2009 de The Misanthrope), bem como cinema, rádio e televisão britânicos.
Outros créditos incluem produções do The Public Theater, no Delacorte Theater como Otelo em junho de 2018. Esta seria sua quinta produção com a companhia, já que ele apareceu anteriormente em Antônio e Cleópatra como Enobarbus em 2014, Rei Lear como Edgar em 2014, Hamlet como Hamlet em 2016, The Low Road como John Blanke em março de 2018, e Daniel Isn't Real como Braun em 2019.

### Televisão
Iwuji apareceu em vários programas, incluindo The Underground Railroad, em 2021, de Barry Jenkins. Em 2018, ele interpretou o rei da França na gravação da BBC de King Lear, estrelado por Anthony Hopkins, Emma Thompson e Florence Pugh. Por fim, ele teve um papel recorrente em When They See Us e Designated Survivor da Netflix em 2019, e estrelou Peacemaker em 2022.

### Filmes

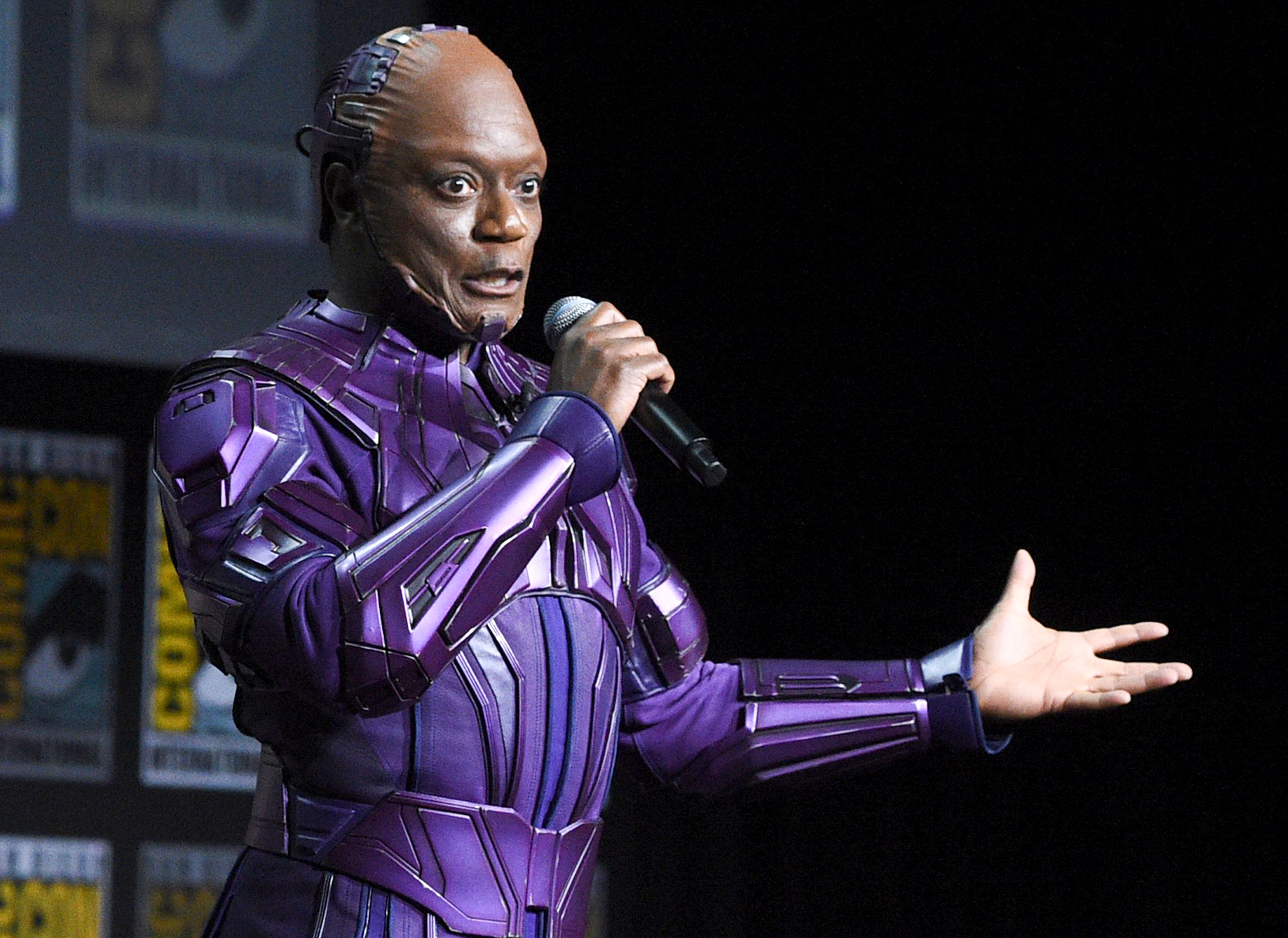
Iwuji, na Comic-con 2022, caraterizado como Alto Evolucionário.

Iwuji estava no filme Barry de 2016 e interpretou Akoni em John Wick: Capítulo 2 em 2017. Ele também interpretou o Alto Evolucionário no filme de 2023 Guardiões da Galáxia Vol. 3.

## Prêmios
- Vencedor do Prêmio Olivier, Melhor Readaptação - Histórias, Melhor Desempenho da Companhia - Histórias (RSC), 2009;[9]
- Vencedor do Prêmio Lucille Lortel, Performance de The Low Road, nomeado para Ator Principal numa Peça de Teatro, 2018;[10]
- Nomeação para o Prêmio da Liga Dramática, Performance Distinta em The Low Road, 2018.[11]

## Filmografia

### Filmes
| Ano  | Título original                | Personagem           | Notas        | Ref    |
| ---- | ------------------------------ | -------------------- | ------------ | ------ |
| 2009 | Exam                           | Black                |              | [ 12 ] |
| 2016 | Barry                          | Ephraim              |              | [ 13 ] |
| 2017 | John Wick: Chapter 2           | Akoni                |              | [ 14 ] |
| 2018 | Bikini Moon                    | Adam                 |              | [ 15 ] |
| 2018 | Rosy                           | Manager              |              | [ 16 ] |
| 2019 | Daniel Isn't Real              | Braun                |              | [ 17 ] |
| 2020 | Shine Your Eyes                | Ikenna Igbomaeze     |              | [ 18 ] |
| 2020 | News of the World              | Charles Edgefield    |              | [ 19 ] |
| 2021 | The Girl Who Got Away          | Jamie Nwosu          |              | [ 20 ] |
| 2023 | Guardians of the Galaxy Vol. 3 | O Alto Evolucionário | Pós-produção | [ 21 ] |

### Televisão
| Ano           | Título original          | Personagem      | Notas                          | Ref    |
| ------------- | ------------------------ | --------------- | ------------------------------ | ------ |
| 2005          | Proof                    | Jake Zaria      | 4 episódios                    | [ 22 ] |
| 2005          | Casualty                 | Daniel Peel     | 1 episódio                     | [ 23 ] |
| 2011          | Doctor Who               | Carl            | 2 episódios                    | [ 24 ] |
| 2012          | Wizards vs Aliens        | Adams           | 2 episódios                    | [ 25 ] |
| 2015          | Crossing Lines           | Fabrice Wombosi | 2 episódios                    | [ 26 ] |
| 2016          | Madam Secretary          | Hadi Bangote    | 1 episódio                     | [ 27 ] |
| 2016          | Blindspot                | Oscar's Friend  | 1 episódio                     | [ 28 ] |
| 2018          | Rei Lear                 | King of France  | Filme para a TV                | [ 29 ] |
| 2018          | Quantico                 | Dante Warick    | 1 episódio                     | [ 30 ] |
| 2018−presente | The Split                | Alexander Hale  | Papel Recorrente, 13 episódios | [ 31 ] |
| 2019          | When They See Us         | Colin Moore     | Minissérie, 2 episódios        | [ 32 ] |
| 2019          | Designated Survivor      | Dr. Eli Mays    | Papel recorrente, 8 episódios  | [ 33 ] |
| 2019          | Dynasty                  | Landon          | 1 episódio                     | [ 34 ] |
| 2021          | The Underground Railroad | Mingo           | Minissérie, 2 episódios        | [ 35 ] |
| 2022          | Peacemaker               | Clemson Murn    | Protagonista                   | [ 36 ] |